# Европско првенство у атлетици у дворани 1970 — 60 метара за мушкарце
Такмичење у дисциплини трка на 60 метара у мушкој конкуренцији на првом Европском првенству у атлетици у дворани 1970. одржано је у Градској дворани у Бечу 14. марта.

## Земље учеснице
Учествовало је 17 атлетичара из 14 земаља.
1. Аустрија (1)
2. Белгија  (1)
3. Бугарска (1)
4. Данска (1)
5. Западна Немачка (1)
6. Италија (1)
7. Пољска (1)
8. Совјетски Савез (2)
9. СФРЈ (1)
10. Финска (1)
11. Француска (2)
12. Чехословачка (2)
13. Швајцарска (1)
14. Шпанија (1)

## Рекорди
Извор:
| Рекорди пре почетка Европског првенства у дворани 1970. мерени ручно | Рекорди пре почетка Европског првенства у дворани 1970. мерени ручно | Рекорди пре почетка Европског првенства у дворани 1970. мерени ручно | Рекорди пре почетка Европског првенства у дворани 1970. мерени ручно | Рекорди пре почетка Европског првенства у дворани 1970. мерени ручно | Рекорди пре почетка Европског првенства у дворани 1970. мерени ручно |                                          |
| -------------------------------------------------------------------- | -------------------------------------------------------------------- | -------------------------------------------------------------------- | -------------------------------------------------------------------- | -------------------------------------------------------------------- | -------------------------------------------------------------------- | ---------------------------------------- |
| Светски рекорд                                                       | Фјодор Панкратов                                                     | СССР                                                                 | 6,4                                                                  | Кијев, СССР                                                          | 17. фебруар 1967.                                                    |                                          |
| Светски рекорд                                                       | Валериј Борзов                                                       | СССР                                                                 | 6,4                                                                  | Кијев, СССР                                                          | 22. децамбар 1968                                                    |                                          |
| Европски рекорд                                                      | Фјодор Панкратов                                                     | СССР                                                                 | 6,4                                                                  | Кијев, СССР                                                          | 17. фебруар 1967.                                                    |                                          |
| Европски рекорд                                                      | Валериј Борзов                                                       | СССР                                                                 | 6,4                                                                  | Кијев, СССР                                                          | 22. децамбар 1968                                                    |                                          |
| Рекорди европских првенстава                                         | Ово је прво Европско првенство у дворани                             | Ово је прво Европско првенство у дворани                             | Ово је прво Европско првенство у дворани                             | Ово је прво Европско првенство у дворани                             | Ово је прво Европско првенство у дворани                             | Ово је прво Европско првенство у дворани |
| Рекорди после завршеног Европског првенства 1970. мерени електронски |                                                                      |                                                                      |                                                                      |                                                                      |                                                                      |                                          |
| Светски рекорд                                                       | Валериј Борзов                                                       | СССР                                                                 | 6,6                                                                  | Софија, Бугарска                                                     | 13. март 1971.                                                       |                                          |
| Европски рекорд                                                      | Валериј Борзов                                                       | СССР                                                                 | 6,6                                                                  | Софија, Бугарска                                                     | 13. март 1971.                                                       |                                          |
| Рекорди европских првенстава                                         | Валериј Борзов                                                       | СССР                                                                 | 6,6                                                                  | Софија, Бугарска                                                     | 13. март 1971.                                                       |                                          |

## Освајачи медаља
|                                |                    |                     |
| Валериј Борзов Совјетски Савез | Зенон Новош Пољска | Јарко Тапола Финска |

## Резултати
У овој дисциплини су одржана три нивоа трке: квалификације, полуфинале и финале. Сва три одржана су 14. марта. Резултати су мерени електронски.

### Квалификације
У квалификацијама такмичари су били подељени у три групе: прву са пет, а друга и трећа са 6 такмичара. У полуфинале су се квалификовала по четворица првопласираних из све три групе (КВ)
| Позиција | Група | Атлетичар           | Националност    | Време | Белешка                    |
| -------- | ----- | ------------------- | --------------- | ----- | -------------------------- |
| 1.       | 1     | Валериј Борзов      | Совјетски Савез | 6,7   | КВ '=СРд, ЕРд, РЕПд, НРд.' |
| 2.       | 1     | Ален Сартер         | Француска       | 6,8   | КВ                         |
| 3.       | 2     | Хорст Шибе          | Западна Немачка | 6,8   | КВ                         |
| 4.       | 1     | Јарко Тапола        | Финска          | 6,9   | КВ                         |
| 5.       | 1     | Јосеф Целис         | Чехословачка    | 6,9   | КВ                         |
| 6.       | 2     | Филип Клерк         | Швајцарска      | 6,9   | КВ                         |
| 7.       | 2     | Димчо Арнаудов      | Бугарска        | 6,9   | КВ                         |
| 8.       | 2     | Александр Корнељук  | Совјетски Савез | 6,9   | КВ                         |
| 9.       | 3     | Хуан Карлос Хонес   | Шпанија         | 6,9   | КВ                         |
| 10.      | 3     | Зенон Новош         | Пољска          | 6,9   | КВ                         |
| 11.      | 3     | Филип Гије          | Француска       | 6,9   | КВ                         |
| 12.      | 3     | Герт Херунтер       | Аустрија        | 6,9   | КВ                         |
| 13.      | 1     | Ивица Караси        | Југославија     | 6,9   |                            |
| 14.      | 2     | Ромен Рулс          | Белгија         | 6,9   |                            |
| 15.      | 3     | Лудек Бохман        | Чехословачка    | 6,9   |                            |
| 16.      | 2     | Серин Виго Педерсен | Данска          | 7,0   |                            |
| 17.      | 3     | Клаудио Чалди       | Италија         | 7,0   |                            |

### Полуфинале
Полуфиналисти су били подељени у две групе по шест атлетичара, а за шест места у финалу су се пласирала по тројица првопласираних из обе групе (КВ)
| Позиција | Група | Атлетичар          | Националност    | Време             | Белешка                |
| -------- | ----- | ------------------ | --------------- | ----------------- | ---------------------- |
| 1.       | 1     | Валериј Борзов     | Совјетски Савез | 6,6               | КВ СРд, ЕРд, РЕПд, НРд |
| 2.       | 1     | Ален Сартер        | Француска       | 6,8               | КВ                     |
| 3.       | 1     | Хуан Карлос Хонес  | Шпанија         | 6,8               | КВ                     |
| 4.       | 2     | Зенон Новош        | Пољска          | 6,8               | КВ                     |
| 5.       | 2     | Јарко Тапола       | Финска          | 6,8               | КВ                     |
| 6.       | 2     | Филип Гије         | Француска       | 6,8               | КВ                     |
| 7.       | 2     | Хорст Шибе         | Западна Немачка | 6,8               |                        |
| 8.       | 2     | Димчо Арнаудов     | Бугарска        | 6,9               |                        |
| 9.       | 1     | Јосеф Целис        | Чехословачка    | 6,9               |                        |
| 10.      | 2     | Герт Херунтер      | Аустрија        | 6,9               |                        |
| 11.      | 2     | Александр Корнељук | Совјетски Савез | 7,0               |                        |
| 12.      | 2     | Филип Клерк        | Швајцарска      | Није завршио трку | Није завршио трку      |

### Финале
| Пласман | Атлетичар         | Земља           | Резултат | Белешка                  |
| ------- | ----------------- | --------------- | -------- | ------------------------ |
|         | Валериј Борзов    | Совјетски Савез | 6,6      | =СРд, =ЕРд, =РЕПд, =НРд. |
|         | Зенон Новош       | Пољска          | 6,7      |                          |
|         | Јарко Тапола      | Финска          | 6,7      |                          |
| 4.      | Ален Сартер       | Француска       | 6,7      |                          |
| 5.      | Хуан Карлос Хонес | Шпанија         | 6,7      |                          |
| 6.      | Филип Гије        | Чехословачка    | 6,8      |                          |